# Bob Thiele
Bob Thiele (Brooklyn, 27 de julho de 1922 - Nova York, 30 de janeiro de 1996) foi um produtor musical americano. Iniciou sua carreira aos 14 anos, apresentando um programa no rádio com a temática do jazz. É autor de What a Wonderful World. Trabalhou com grandes artistas tais como: Buddy Holly, Henry Mancini, Steve & Eydie, Jackie Wilson e Teresa Brewer, sua esposa.

## Discografia
- 1967: Thoroughly Modern	 	(ABC)[2]
- 1975: I Saw Pinetop Spit Blood	 	(Flying Dutchman Records)[2]
- 1984: The Twenties Score Again	 	(Columbia)[2]
- 1990: 	Sunrise, Sunset	 	(Red Baron)[2]
- 1991: 	Louis Satchmo	 	(Red Baron)[2]
- 1993:  The Lion Hearted (Red Baron)[2]